# Сорен, Шибу
Шибу Сорен (англ. Shibu Soren; 11 января 1944, Рамгарх, Британская Индия — 4 августа 2025, Дели) — индийский государственный и политический деятель, депутат Лок сабхи (1980—1984, 1989—1998, 2002—2019), депутат Раджья сабхи (с 2020 года).

## Биография
Родился 11 января 1944 года в деревне Немра, округ Рамгарх (ныне штат Джаркханд). В 18 лет основал организацию Santhal Navyuvak Sangh, а в 1972 году стал одним из основателей партии Джаркханд Мукти Морча (JMM), выступающей за права племенных народов и создание отдельного штата Джаркханд.
Сорен был избран в Лок Сабху (нижняя палата парламента Индии) восемь раз с 1980 по 2019 год и дважды в Раджья Сабху (верхняя палата). Он трижды занимал пост главного министра Джаркханда: в марте 2005 года (10 дней), с августа 2008 по январь 2009 года и с декабря 2009 по май 2010 года. Также трижды был министром угольной промышленности в правительстве Индии.

## Политическая деятельность
Сорен сыграл ключевую роль в движении за создание штата Джаркханд, который был образован 15 ноября 2000 года. Его политическая карьера была отмечена борьбой за права племенных народов и участие в национальной политике.

## Личная жизнь
Сорен был женат на Рупи Сорен, у них трое детей, включая Хеманта Сорена, который также стал главным министром Джаркханда.

## Смерть
Шибу Сорен скончался 4 августа 2025 года в возрасте 81 года в больнице имени сэра Ганга Рама в Дели, где он проходил лечение от заболеваний почек.